# Danny Pang Fat
Danny Pang Fat es un guionista y director de cine. Ha trabajado con su gemelo de Oxide Pang Chun, por lo que son conocidos como los hermanos Pang. Entre sus películas más exitosas está El ojo que tuvo secuelas en Hollywood y una versión Hindi en la que trabajó conjuntamente con su hermano.
Además de trabajar en Hong Kong, Danny Pang Fat y su hermano trabajan a menudo en la industria del cine de Tailandia, donde hicieron su debut como directores en equipo, con Bangkok Dangerous, que tuvo secuela en Hollywood, nueve años más tarde y con el mismo nombre Bangkok Dangerous.

## Filmografía

### Junto con su hermano
- Bangkok Dangerous (1999)
- El ojo (Gin gwai) (2002)
- Sung horn (Omen) (2003)
- El ojo 2 (2004)
- El ojo 3: Infinito (2005)
- Re-cycle (2006)
- The Messengers (2007)
- Bangkok Dangerous reinterpretación para Hollywood 2008
- The Storm Warriors (2009)
- The Child's Eye (2010)

### Como director
- 1+1=0 (Nothing to Lose) (2002)
- Leave Me Alone (2004)
- Forest of Death (2006)
- In Love with the Dead (2007)
- The Strange House (2015)
- The Mirror[1]
- Blind Spot (2015)
- Delusion (2016)

### Como editor
- The Storm Riders (1998)
- Infernal Affairs (2002)
- Infernal Affairs II (2003)
- Infernal Affairs III (2003)
- The Park (2003)
- Sung horn (Omen) (2003)
- El ojo 2 (2004)
- Bar Paradise (2005)
- The Messengers (2007)